# Hesperotherium
Hesperotherium — рід халікотерій раннього та середнього плейстоцену Китаю. Це був останній з халікотерій. Він належав до підродини Chalicotheriinae, яка також включає Anisodon, Chalicotherium і Nestoritherium.

## Етимологія
Назва роду, Hesperotherium, походить від грецького hesperos, що означає «сутінки» або «захід», і therion, що означає «звір». Видова назва означає «з Китаю».